# 贵阳历史
贵阳市的历史沿革较为复杂。
- 春秋时期，属柯国辖地；
- 战国时期，属夜郎国范围；
- 两汉时期，属柯郡；
- 唐朝，中央政府在乌江以南设羁縻州，贵阳在当时属炬州；
- 宋朝，更炬州为贵州，这就是贵州一名的最初使用；
- 明朝，贵州改为省级建制，贵州的省府定于贵州城；
  - 1569年，因其在贵山之阳，故改名为贵阳府；
  - 1601年，升贵阳府为贵阳军民府；
- 清朝时期
  - 1659年，设贵州巡抚驻贵阳军民府；
  - 1666年，云贵总督改驻贵阳军民府；
  - 1687年，在贵筑县与新贵县置于同城后，贵阳军民府改称为贵阳府，八年后，新贵县并入贵筑县；
- 民国时期
  - 1914年，废贵阳府设贵阳县，而与此同时，贵州分为3道，贵阳县属黔中道，为道治，而原贵筑县移至息烽，改名息烽县，同属黔中道；
  - 1920年，废黔中道，贵阳县改为直属于省长公署；
  - 1936年，贵州省改设为8个行政督察区，其中贵阳为第一行政督察区，翌年，贵阳县直隶于贵州省长公署；
  - 1941年，撤贵阳县，设贵阳市，而贵筑县改驻花溪；
- 中华人民共和国建国以来
  - 1954年，贵筑县划归贵阳市管辖；
  - 1958年，撤贵筑县，市郊划为乌当、花溪两区，将原属安顺专区的清镇、修文、开阳3县和原属黔南自治州的惠水县划归贵阳市辖；
  - 1959年，设白云镇，相当于市辖区一级行政单位；
  - 1963年，将开阳县划归遵义专署，修文、清镇两县划归安顺专署，惠水县划归黔南自治州；
  - 1973年，恢复白云区建置；
  - 1996年，修文、开阳、息烽、清镇划归贵阳市；
  - 2000年，原南明区小河镇（贵阳市经济技术开发区）经国务院批准成为小河区。